# Hudson (software)
Hudson é uma estrutura de integração contínua desenvolvida em Java por Kohsuke Kawaguchi na Sun Microsystems e depois vendida pela Oracle Corporation em 2011 para a Eclipse Foundation.